# فهرست پیروزی‌های سباستین لوب در رالی قهرمانی جهان

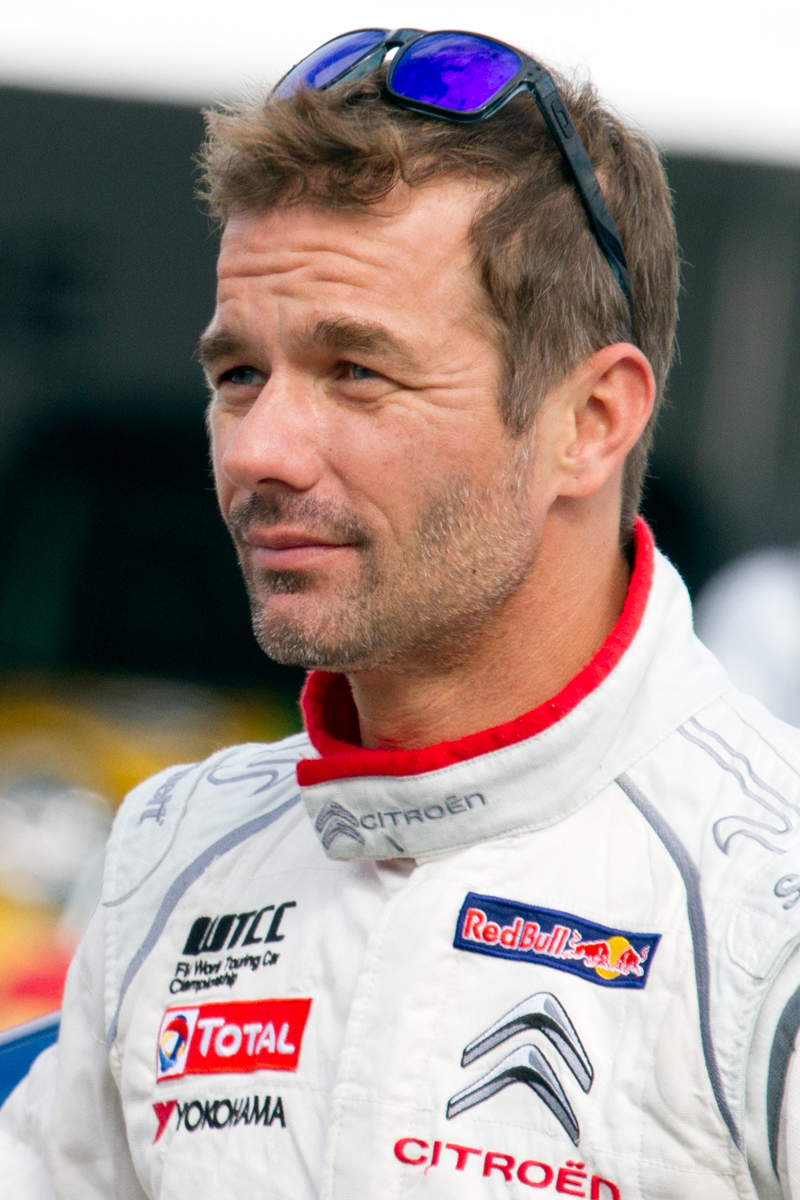
سباستین لوب در سال ۲۰۱۴

سباستین لوب یک راننده رالی فرانسوی است که ۹ عنوان قهرمانی در مسابقات رالی قهرمانی جهان دارد تا پرافتخارترین راننده این مسابقات باشد.لوب با ۸۰ پیروزی در مسابقات رالی قهرمانی جهان، در کنار نقشه خوان خود دنیل النا، موفق‌ترین زوج راننده رالی در تاریخ این مسابقات هستند. لوب در اوایل دوران حرفه‌ای خود در رالی زادگاهش فرانسه شرکت می‌کرد، او بعداً و مابین سال‌های ۱۹۹۹ و ۲۰۰۰ در بالاترین سطح مسابقات رالی، رالی قهرمانی جهان از طرف فدراسیون اتومبیل‌رانی فرانسه شرکت کرد. در سال ۲۰۰۱ لوب به تیم رالی جهانی سیتروئن پیوست و با این تیم قهرمانی رالی قهرمانی نوجوانان جهان را به دست آورد.
در طول سال ۲۰۰۲، لوب اولین رویداد خود را در مسابقات رالی قهرمانی جهان انجام داد، او در سال ۲۰۰۲ در رالی آلمان پیش از ریچارد برنز قهرمان وقت جهان، به پیروزی رسید. او در سال ۲۰۰۳ با تیم سیتروئن در مسابقات حضور پیدا کرد و در راه رسیدن به مقام دومی در جدول قهرمانی رانندگان، در سه رالی به پیروزی رسید. از سال ۲۰۰۴ تا ۲۰۱۲، او در ۷۲ رالی به پیروزی رسید او همچنین ۹ قهرمانی با این تیم کسب کرد، (به جز سال ۲۰۰۶ زمانی که وقفه‌ای در حضور تیم سیتروئن در مسابقات به دلیل توسعه خودرو به وجود آمد، لوب در این فصل با تیم کرونوس سیتروئن در این مسابقات حاضر شد) تمامی فصول خود را در رالی با این تیم فرانسوی سپری کرد. برای فصل ۲۰۱۳، لوب اعلام کرد که از مسابقات رالی تمام وقت کناره‌گیری می‌کند و قبل از بازنشستگی از مسابقات رالی قهرمانی جهان در سال ۲۰۱۴ فقط در چهار رویداد انتخابی شرکت خواهد کرد، او در دو رالی از چهار رویداد حاضر به پیروزی رسید و تعداد بردهایش را به عد ۷۸ رساند او در سال ۲۰۱۵ با سیتروئن به مسابقات رالی قهرمانی جهان بازگشت تا در یک رویداد رالی حضور پیدا کند او همچنین در سال ۲۰۱۸ در سه رالی دیگر با این تیم رانندگی کرد. لوب در آخرین رالی خود در فصل ۲۰۱۸، در رویداد رالی کاتالونیا ۲۰۱۸ با شکست دادن سباستین اوژیه آخرین برد خود را در این مسابقات به دست آورد. بین سال‌های ۲۰۱۹ تا ۲۰۲۰، لوب در چندین رویداد انتخاب شده برای تیم هیوندای موتوراسپورت شرکت کرد، اما موفق به کسب بردی برای این تیم نشد.

## فهرست پیروزی‌ها
توضیحات:

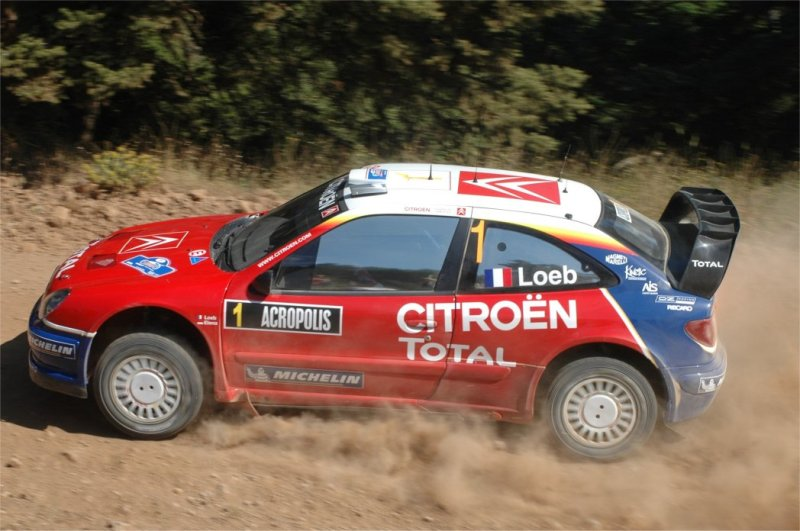
لوب در یک مرحله از رالی آکروپولیس ۲۰۰۵.

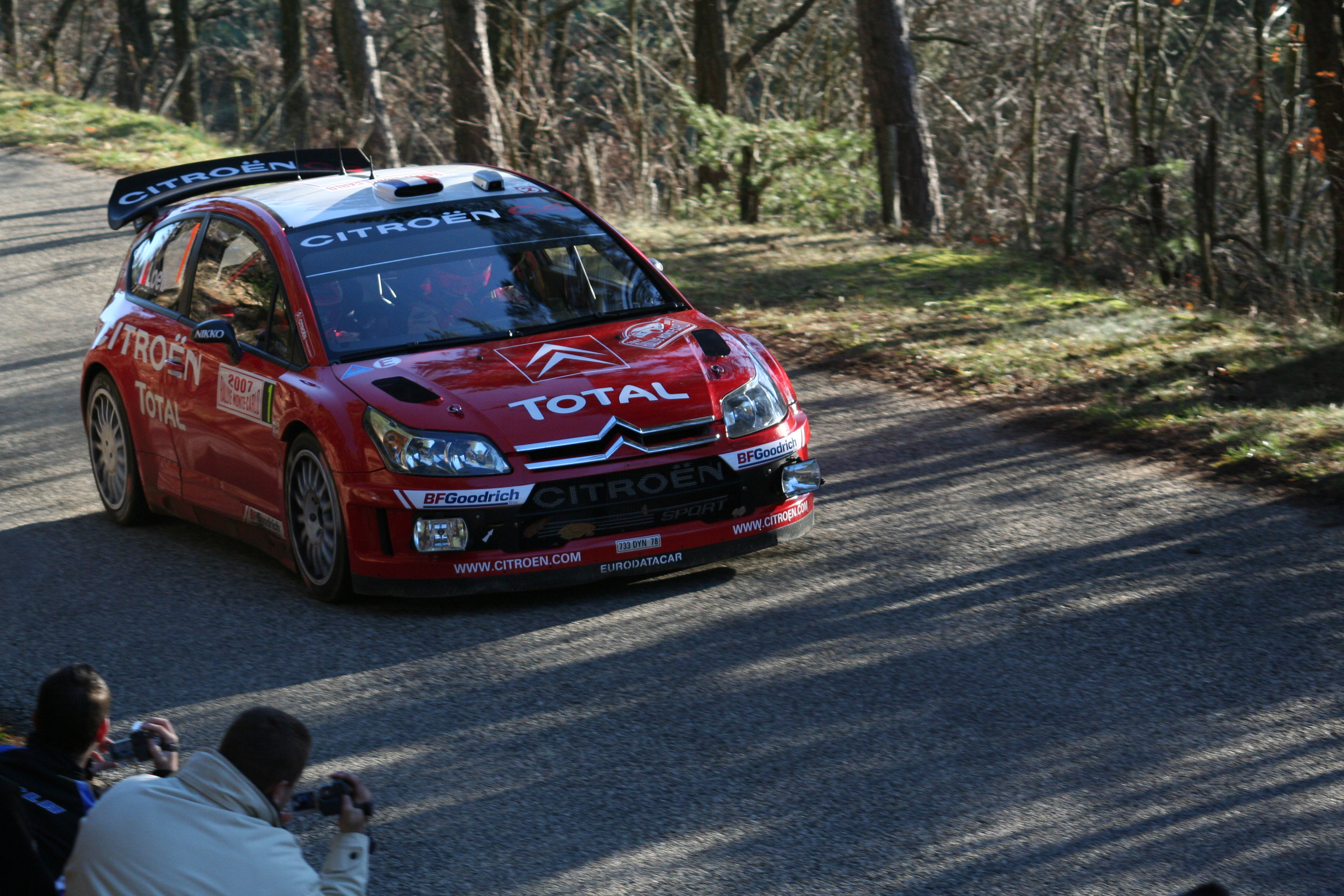
سیتروئن سی۴ دبلیوآرسی اولین بار در رالی مونت کارلو ۲۰۰۷ در مسابقات رالی قهرمانی جهان حضور پیدا کرد و لوب برنده این رویداد شد.

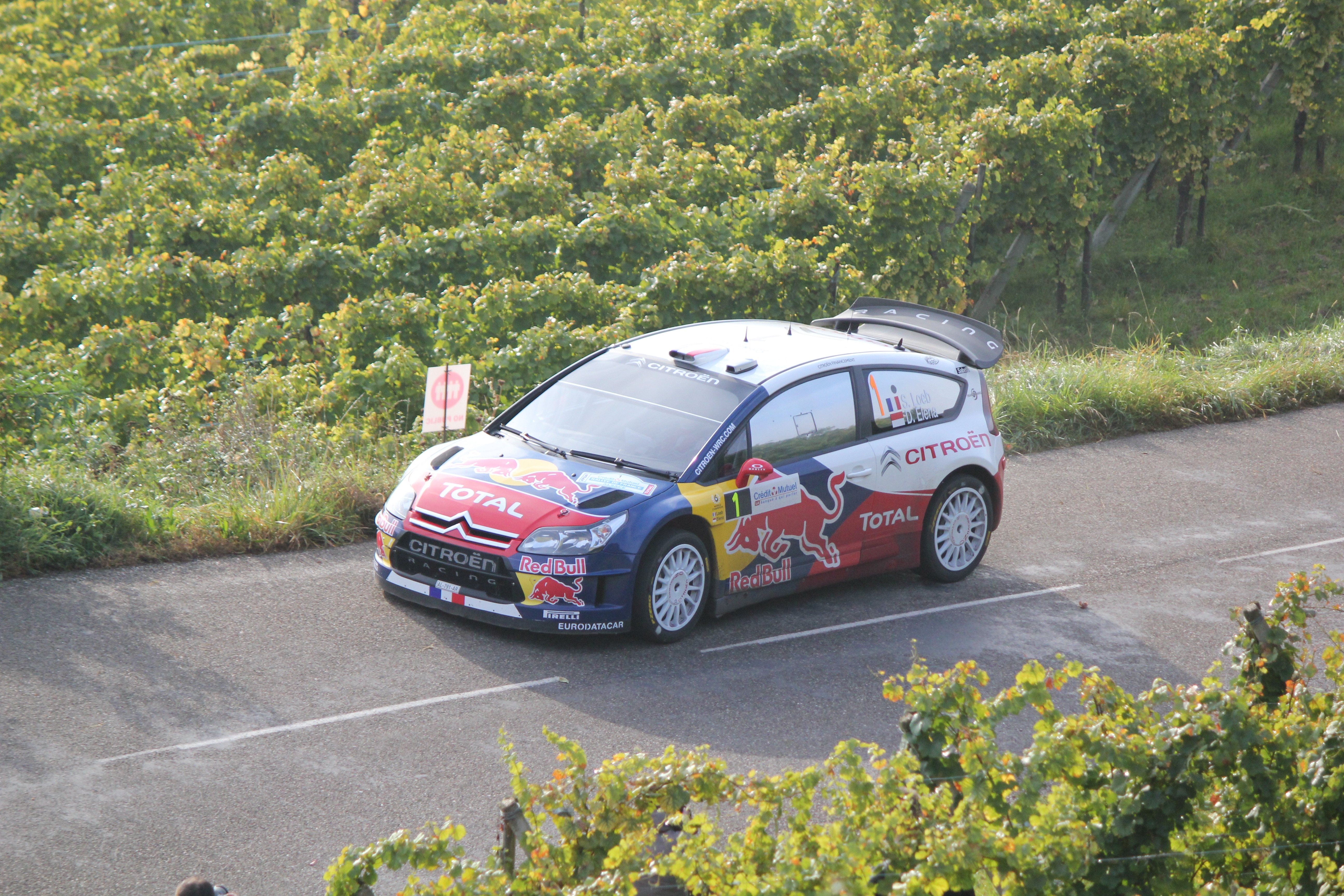
لوب در سال ۲۰۱۰ برنده رویداد افتتاحیه رالی فرانس-آلزاس شد.

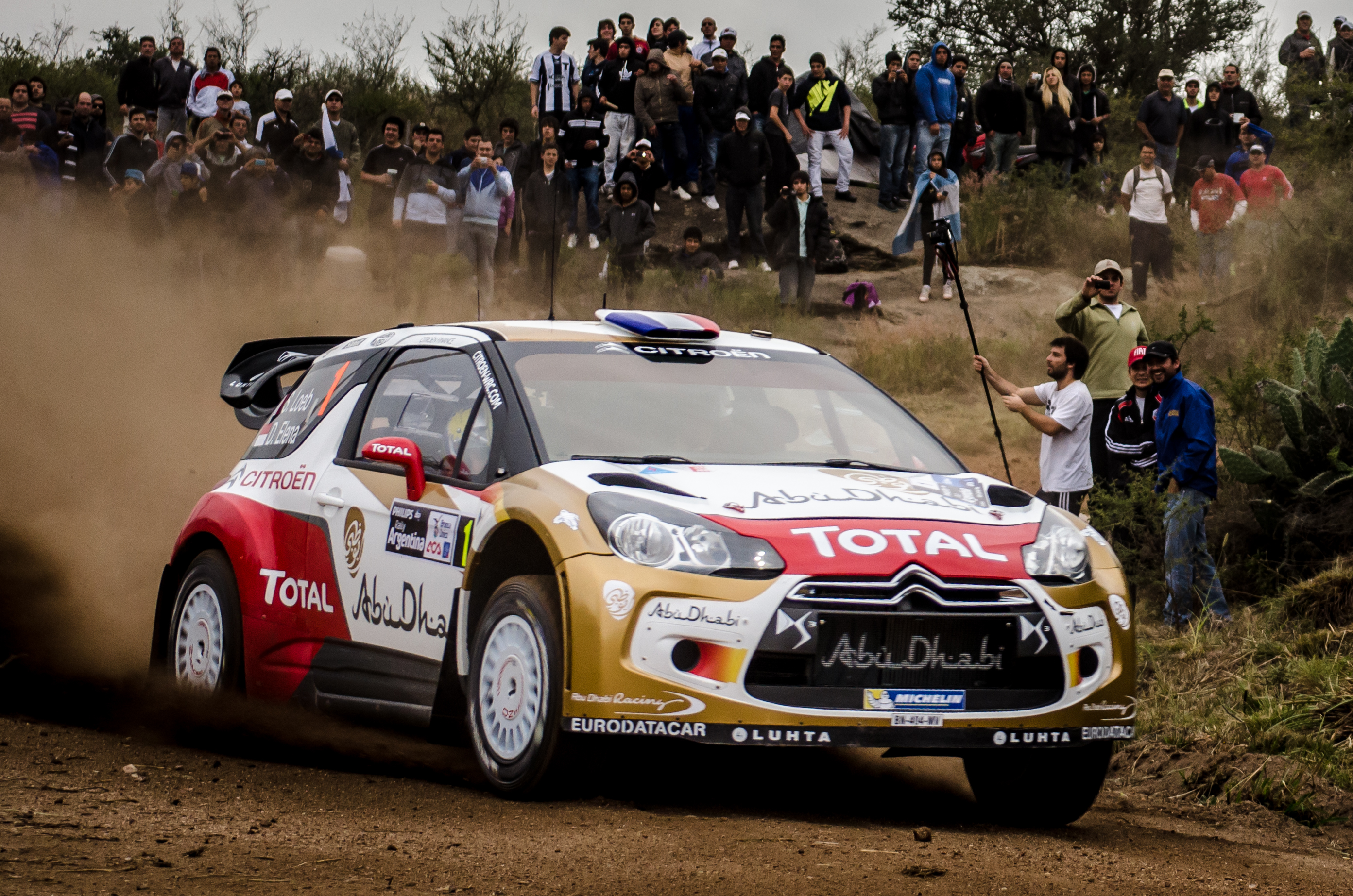
برد لوب در رالی آرژانتین ۲۰۱۳ (تصویر) آخرین پیروزی او تا رالی کاتالونیا ۲۰۱۸ بود.

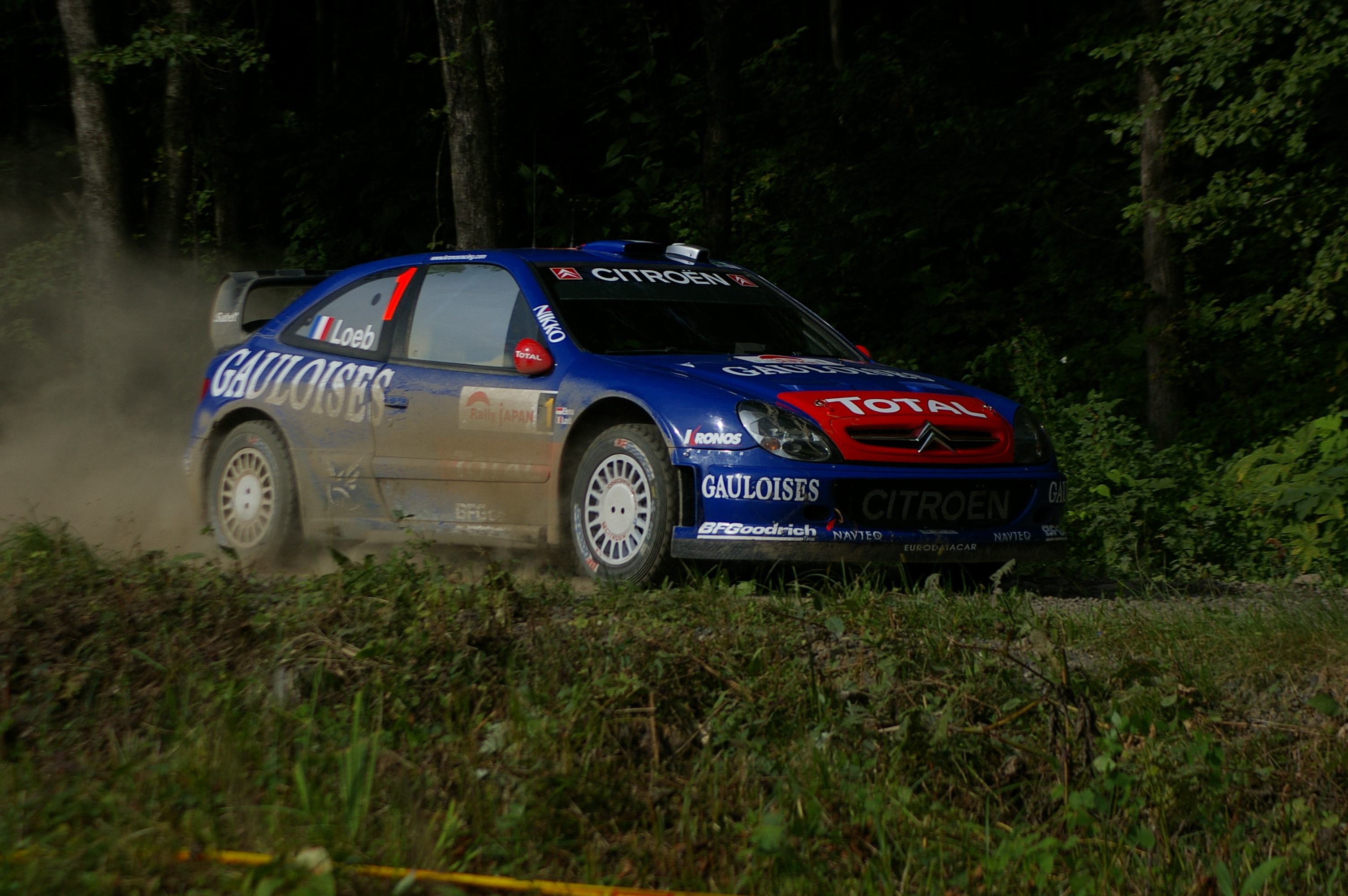
لوب بیست و هفتمین رالی خود را در رالی ژاپن ۲۰۰۶ به دست آورد تبدیل به موفق‌ترین راننده در این روند تبدیل شد.

- شماره. – شماره تعداد پیروزی‌ها؛ به عنوان مثال، "۱" نشان دهنده اولین برد لوب در مسابقات رالی قهرمانی جهان است.
- رالی – شماره تعداد رالی در مسابقات قهرمانی رالی جهانی سباستین لوب. به عنوان مثال عدد "۲۵" نشان دهنده بیست و پنجمین حضور در مسابقات رالی قهرمانی جهان توسط سباستین لوب است.
- مسیر رالی – سطح، یا سطوح (اگر مسیر متفاوت باشد)، نوع مراحل رالی است که در آن برگزار شده است.
- تعداد برد مرحله – تعداد مراحل برنده شده توسط لوب در طول رویداد رالی.
- فاصله – حاشیه پیروزی (اختلاف با نفر دوم)، در قالب دقیقه: ثانیه و میلی ثانیه
- – راننده در آن فصل قهرمانی مسابقات را به دست آورده است.

| شماره. | رالی | فصل                   | رویداد           | مسیر رالی        | تعداد برد استیج | فاصله           | تیم                    | خودرو                   | نقشه‌خوان      | منبع            |
| ------ | ---- | --------------------- | ---------------- | ---------------- | --------------- | --------------- | ---------------------- | ----------------------- | ------------- | --------------- |
| ۱      | ۲۲   | ۲۰۰۲                  | رالی آلمان       | آسفالت           | ۱۱              | ۰:۱۴٫۳          | سیتروئن                | سیتروئن سارا دبلیوآرسی  | دنیل النا     | [ ۱۴ ] [ ۱۵ ]   |
| ۲      | ۲۵   | ۲۰۰۳                  | رالی مونت کارلو  | آسفالت و برف     | ۵               | ۰:۳۸٫۱          | سیتروئن                | سیتروئن سارا دبلیوآرسی  | دنیل النا     | [ ۱۶ ] [ ۱۷ ]   |
| ۳      | ۳۲   | ۲۰۰۳                  | رالی آلمان       | آسفالت           | ۲               | ۰:۰۳٫۶          | سیتروئن                | سیتروئن سارا دبلیوآرسی  | دنیل النا     | [ ۱۸ ] [ ۱۹ ]   |
| ۴      | ۳۵   | ۲۰۰۳                  | رالی سانرمو      | آسفالت           | ۵               | ۰:۲۸٫۳          | سیتروئن                | سیتروئن سارا دبلیوآرسی  | دنیل النا     | [ ۲۰ ] [ ۲۱ ]   |
| ۵      | ۳۹   | ۲۰۰۴                  | رالی مونت کارلو  | آسفالت و برف     | ۶               | ۱:۱۲٫۶          | سیتروئن                | سیتروئن سارا دبلیوآرسی  | دنیل النا     | [ ۲۲ ] [ ۲۳ ]   |
| ۶      | ۴۰   | رالی سوئد             | برف              | ۴                | ۰:۴۶٫۴          | [ ۲۴ ] [ ۲۵ ]   | سیتروئن                | سیتروئن سارا دبلیوآرسی  | دنیل النا     |                 |
| ۷      | ۴۳   | رالی قبرس             | سنگ‌ریزه          | ۷                | ۰:۱۵٫۱          | [ ۲۶ ] [ ۲۷ ]   | سیتروئن                | سیتروئن سارا دبلیوآرسی  | دنیل النا     |                 |
| ۸      | ۴۵   | رالی ترکیه            | سنگ‌ریزه          | ۶                | ۰:۲۶٫۲          | [ ۲۸ ] [ ۲۹ ]   | سیتروئن                | سیتروئن سارا دبلیوآرسی  | دنیل النا     |                 |
| ۹      | ۴۸   | رالی آلمان            | آسفالت           | ۹                | ۰:۲۹٫۱          | [ ۳۰ ] [ ۳۱ ]   | سیتروئن                | سیتروئن سارا دبلیوآرسی  | دنیل النا     |                 |
| ۱۰     | ۵۴   | رالی استرالیا         | سنگ‌ریزه          | ۸                | ۱:۵۵٫۱          | [ ۳۲ ] [ ۳۳ ]   | سیتروئن                | سیتروئن سارا دبلیوآرسی  | دنیل النا     |                 |
| ۱۱     | ۵۵   | ۲۰۰۵                  | رالی مونت کارلو  | آسفالت و برف     | ۹               | ۲:۵۸٫۳          | سیتروئن                | سیتروئن سارا دبلیوآرسی  | دنیل النا     | [ ۳۴ ] [ ۳۵ ]   |
| ۱۲     | ۵۸   | رالی نیوزیلند         | سنگ‌ریزه          | ۸                | ۰:۴۹٫۸          | [ ۳۶ ] [ ۳۷ ]   | سیتروئن                | سیتروئن سارا دبلیوآرسی  | دنیل النا     |                 |
| ۱۳     | ۵۹   | رالی ایتالیا ساردینیا | سنگ‌ریزه          | ۸                | ۰:۵۹٫۶          | [ ۳۸ ] [ ۳۹ ]   | سیتروئن                | سیتروئن سارا دبلیوآرسی  | دنیل النا     |                 |
| ۱۴     | ۶۰   | رالی قبرس             | سنگ‌ریزه          | ۱۴               | ۴:۰۹٫۵          | [ ۴۰ ] [ ۴۱ ]   | سیتروئن                | سیتروئن سارا دبلیوآرسی  | دنیل النا     |                 |
| ۱۵     | ۶۱   | رالی ترکیه            | سنگ‌ریزه          | ۱۰               | ۰:۵۹٫۶          | [ ۴۲ ] [ ۴۳ ]   | سیتروئن                | سیتروئن سارا دبلیوآرسی  | دنیل النا     |                 |
| ۱۶     | ۶۲   | رالی آکروپولیس        | سنگ‌ریزه          | ۱۲               | ۱:۳۶٫۲          | [ ۴۴ ] [ ۴۵ ]   | سیتروئن                | سیتروئن سارا دبلیوآرسی  | دنیل النا     |                 |
| ۱۷     | ۶۳   | رالی آرژانتین         | سنگ‌ریزه          | ۹                | ۰:۲۶٫۱          | [ ۴۶ ] [ ۴۷ ]   | سیتروئن                | سیتروئن سارا دبلیوآرسی  | دنیل النا     |                 |
| ۱۸     | ۶۵   | رالی آلمان            | آسفالت           | ۱۳               | ۰:۳۷٫۴          | [ ۴۸ ] [ ۴۹ ]   | سیتروئن                | سیتروئن سارا دبلیوآرسی  | دنیل النا     |                 |
| ۱۹     | ۶۸   | تور دو کورس           | آسفالت           | ۱۲               | ۱:۵۱٫۷          | [ ۵۰ ] [ ۵۱ ]   | سیتروئن                | سیتروئن سارا دبلیوآرسی  | دنیل النا     |                 |
| ۲۰     | ۶۹   | رالی کاتالونیا        | آسفالت           | ۱۰               | ۱:۲۱٫۹          | [ ۵۲ ] [ ۵۳ ]   | سیتروئن                | سیتروئن سارا دبلیوآرسی  | دنیل النا     |                 |
| ۲۱     | ۷۳   | ۲۰۰۶                  | رالی مکزیک       | سنگ‌ریزه          | ۹               | ۰:۴۸٫۹          | کرونوس سیتروئن         | سیتروئن سارا دبلیوآرسی  | دنیل النا     | [ ۵۴ ] [ ۵۵ ]   |
| ۲۲     | ۷۴   | رالی کاتالونیا        | آسفالت           | ۵                | ۰:۴۸٫۲          | [ ۵۶ ] [ ۵۷ ]   | کرونوس سیتروئن         | سیتروئن سارا دبلیوآرسی  | دنیل النا     |                 |
| ۲۳     | ۷۵   | تور دو کورس           | آسفالت           | ۶                | ۰:۲۹٫۰          | [ ۵۸ ] [ ۵۹ ]   | کرونوس سیتروئن         | سیتروئن سارا دبلیوآرسی  | دنیل النا     |                 |
| ۲۴     | ۷۶   | رالی آرژانتین         | سنگ‌ریزه          | ۵                | ۰:۴۴٫۶          | [ ۶۰ ] [ ۶۱ ]   | کرونوس سیتروئن         | سیتروئن سارا دبلیوآرسی  | دنیل النا     |                 |
| ۲۵     | ۷۷   | رالی ایتالیا ساردینیا | سنگ‌ریزه          | ۸                | ۲:۴۱٫۴          | [ ۶۲ ] [ ۶۳ ]   | کرونوس سیتروئن         | سیتروئن سارا دبلیوآرسی  | دنیل النا     |                 |
| ۲۶     | ۷۹   | رالی آلمان            | آسفالت           | ۶                | ۰:۳۳٫۸          | [ ۶۴ ] [ ۶۵ ]   | کرونوس سیتروئن         | سیتروئن سارا دبلیوآرسی  | دنیل النا     |                 |
| ۲۷     | ۸۱   | رالی ژاپن             | سنگ‌ریزه          | ۱۱               | ۰:۰۵٫۶          | [ ۶۶ ] [ ۶۷ ]   | کرونوس سیتروئن         | سیتروئن سارا دبلیوآرسی  | دنیل النا     |                 |
| ۲۸     | ۸۲   | رالی قبرس             | سنگ‌ریزه          | ۱۱               | ۰:۲۱٫۲          | [ ۶۸ ] [ ۶۹ ]   | کرونوس سیتروئن         | سیتروئن سارا دبلیوآرسی  | دنیل النا     |                 |
| ۲۹     | ۸۳   | ۲۰۰۷                  | رالی مونت کارلو  | آسفالت و برف     | ۶               | ۰:۳۸٫۲          | سیتروئن                | سیتروئن سی۴ دبلیوآرسی   | دنیل النا     | [ ۷۰ ] [ ۷۱ ]   |
| ۳۰     | ۸۶   | رالی مکزیک            | سنگ‌ریزه          | ۶                | ۰:۵۵٫۸          | [ ۷۲ ] [ ۷۳ ]   | سیتروئن                | سیتروئن سی۴ دبلیوآرسی   | دنیل النا     |                 |
| ۳۱     | ۸۷   | رالی پرتغال           | سنگ‌ریزه          | ۱۱               | ۳:۱۳٫۹          | [ ۷۴ ] [ ۷۵ ]   | سیتروئن                | سیتروئن سی۴ دبلیوآرسی   | دنیل النا     |                 |
| ۳۲     | ۸۸   | رالی آرژانتین         | سنگ‌ریزه          | ۱۰               | ۰:۳۶٫۷          | [ ۷۶ ] [ ۷۷ ]   | سیتروئن                | سیتروئن سی۴ دبلیوآرسی   | دنیل النا     |                 |
| ۳۳     | ۹۲   | رالی آلمان            | آسفالت           | ۵                | ۰:۲۰٫۳          | [ ۷۸ ] [ ۷۹ ]   | سیتروئن                | سیتروئن سی۴ دبلیوآرسی   | دنیل النا     |                 |
| ۳۴     | ۹۴   | رالی کاتالونیا        | آسفالت           | ۵                | ۰:۱۳٫۸          | [ ۸۰ ] [ ۸۱ ]   | سیتروئن                | سیتروئن سی۴ دبلیوآرسی   | دنیل النا     |                 |
| ۳۵     | ۹۵   | تور دو کورس           | آسفالت           | ۹                | ۰:۲۳٫۷          | [ ۸۲ ] [ ۸۳ ]   | سیتروئن                | سیتروئن سی۴ دبلیوآرسی   | دنیل النا     |                 |
| ۳۶     | ۹۷   | رالی ایرلند           | آسفالت           | ۹                | ۰:۵۳٫۴          | [ ۸۴ ] [ ۸۵ ]   | سیتروئن                | سیتروئن سی۴ دبلیوآرسی   | دنیل النا     |                 |
| ۳۷     | ۹۹   | ۲۰۰۸                  | رالی مونت کارلو  | آسفالت و برف     | ۱۰              | ۲:۳۴٫۴          | سیتروئن                | سیتروئن سی۴ دبلیوآرسی   | دنیل النا     | [ ۸۶ ] [ ۸۷ ]   |
| ۳۸     | ۱۰۱  | رالی مکزیک            | سنگ‌ریزه          | ۸                | ۱:۰۶٫۱          | [ ۸۸ ] [ ۸۹ ]   | سیتروئن                | سیتروئن سی۴ دبلیوآرسی   | دنیل النا     |                 |
| ۳۹     | ۱۰۲  | رالی آرژانتین         | سنگ‌ریزه          | ۵                | ۲:۳۳٫۲          | [ ۹۰ ] [ ۹۱ ]   | سیتروئن                | سیتروئن سی۴ دبلیوآرسی   | دنیل النا     |                 |
| ۴۰     | ۱۰۴  | رالی ایتالیا ساردینیا | سنگ‌ریزه          | ۴                | ۰:۱۰٫۶          | [ ۹۲ ] [ ۹۳ ]   | سیتروئن                | سیتروئن سی۴ دبلیوآرسی   | دنیل النا     |                 |
| ۴۱     | ۱۰۵  | رالی آکروپولیس        | سنگ‌ریزه          | ۴                | ۱:۰۹٫۵          | [ ۹۴ ] [ ۹۵ ]   | سیتروئن                | سیتروئن سی۴ دبلیوآرسی   | دنیل النا     |                 |
| ۴۲     | ۱۰۷  | رالی فنلاند           | سنگ‌ریزه          | ۱۵               | ۰:۰۹٫۰          | [ ۹۶ ] [ ۹۷ ]   | سیتروئن                | سیتروئن سی۴ دبلیوآرسی   | دنیل النا     |                 |
| ۴۳     | ۱۰۸  | رالی آلمان            | آسفالت           | ۱۴               | ۰:۴۷٫۷          | [ ۹۸ ] [ ۹۹ ]   | سیتروئن                | سیتروئن سی۴ دبلیوآرسی   | دنیل النا     |                 |
| ۴۴     | ۱۰۹  | رالی نیوزیلند         | سنگ‌ریزه          | ۶                | ۰:۱۷٫۵          | [ ۱۰۰ ] [ ۱۰۱ ] | سیتروئن                | سیتروئن سی۴ دبلیوآرسی   | دنیل النا     |                 |
| ۴۵     | ۱۱۰  | رالی کاتالونیا        | آسفالت           | ۱۱               | ۰:۲۴٫۹          | [ ۱۰۲ ] [ ۱۰۳ ] | سیتروئن                | سیتروئن سی۴ دبلیوآرسی   | دنیل النا     |                 |
| ۴۶     | ۱۱۱  | تور دو کورس           | آسفالت           | ۱۴               | ۳:۲۴٫۷          | [ ۱۰۴ ] [ ۱۰۵ ] | سیتروئن                | سیتروئن سی۴ دبلیوآرسی   | دنیل النا     |                 |
| ۴۷     | ۱۱۳  | رالی ولز              | سنگ‌ریزه          | ۸                | ۰:۱۲٫۷          | [ ۱۰۶ ] [ ۱۰۷ ] | سیتروئن                | سیتروئن سی۴ دبلیوآرسی   | دنیل النا     |                 |
| ۴۸     | ۱۱۴  | ۲۰۰۹                  | رالی ایرلند      | آسفالت           | ۱۱              | ۱:۲۷٫۹          | سیتروئن                | سیتروئن سی۴ دبلیوآرسی   | دنیل النا     | [ ۱۰۸ ] [ ۱۰۹ ] |
| ۴۹     | ۱۱۵  | رالی نروژ             | برف              | ۹                | ۰:۰۹٫۸          | [ ۱۱۰ ] [ ۱۱۱ ] | سیتروئن                | سیتروئن سی۴ دبلیوآرسی   | دنیل النا     |                 |
| ۵۰     | ۱۱۶  | رالی قبرس             | سنگ‌ریزه و آسفالت | ۶                | ۰:۲۷٫۲          | [ ۱۱۲ ] [ ۱۱۳ ] | سیتروئن                | سیتروئن سی۴ دبلیوآرسی   | دنیل النا     |                 |
| ۵۱     | ۱۱۷  | رالی پرتغال           | سنگ‌ریزه          | ۱۰               | ۰:۲۴٫۳          | [ ۱۱۴ ] [ ۱۱۵ ] | سیتروئن                | سیتروئن سی۴ دبلیوآرسی   | دنیل النا     |                 |
| ۵۲     | ۱۱۸  | رالی آرژانتین         | سنگ‌ریزه          | ۱۲               | ۱:۱۳٫۱          | [ ۱۱۶ ] [ ۱۱۷ ] | سیتروئن                | سیتروئن سی۴ دبلیوآرسی   | دنیل النا     |                 |
| ۵۳     | ۱۲۴  | رالی کاتالونیا        | آسفالت           | ۵                | ۰:۱۲٫۰          | [ ۱۱۸ ] [ ۱۱۹ ] | سیتروئن                | سیتروئن سی۴ دبلیوآرسی   | دنیل النا     |                 |
| ۵۴     | ۱۲۵  | رالی ولز              | سنگ‌ریزه          | ۹                | ۱:۰۶٫۱          | [ ۱۲۰ ] [ ۱۲۱ ] | سیتروئن                | سیتروئن سی۴ دبلیوآرسی   | دنیل النا     |                 |
| ۵۵     | ۱۲۷  | ۲۰۱۰                  | رالی مکزیک       | سنگ‌ریزه          | ۸               | ۰:۲۴٫۲          | سیتروئن                | سیتروئن سی۴ دبلیوآرسی   | دنیل النا     | [ ۱۲۲ ] [ ۱۲۳ ] |
| ۵۶     | ۱۲۸  | رالی اردن             | سنگ‌ریزه          | ۹                | ۰:۳۵٫۸          | [ ۱۲۴ ] [ ۱۲۵ ] | سیتروئن                | سیتروئن سی۴ دبلیوآرسی   | دنیل النا     |                 |
| ۵۷     | ۱۲۹  | رالی ترکیه            | سنگ‌ریزه و آسفالت | ۷                | ۰:۵۴٫۵          | [ ۱۲۶ ] [ ۱۲۷ ] | سیتروئن                | سیتروئن سی۴ دبلیوآرسی   | دنیل النا     |                 |
| ۵۸     | ۱۳۲  | رالی بلغارستان        | آسفالت           | ۵                | ۰:۲۹٫۵          | [ ۱۲۸ ] [ ۱۲۹ ] | سیتروئن                | سیتروئن سی۴ دبلیوآرسی   | دنیل النا     |                 |
| ۵۹     | ۱۳۴  | رالی آلمان            | آسفالت           | ۹                | ۰:۲۹٫۵          | [ ۱۳۰ ] [ ۱۳۱ ] | سیتروئن                | سیتروئن سی۴ دبلیوآرسی   | دنیل النا     |                 |
| ۶۰     | ۱۳۶  | رالی فرانسه–آلزاس     | آسفالت           | ۷                | ۰:۳۵٫۷          | [ ۱۳۲ ] [ ۱۳۳ ] | سیتروئن                | سیتروئن سی۴ دبلیوآرسی   | دنیل النا     |                 |
| ۶۱     | ۱۳۷  | رالی کاتالونیا        | آسفالت و سنگ‌ریزه | ۷                | ۰:۳۵٫۳          | [ ۱۳۴ ] [ ۱۳۵ ] | سیتروئن                | سیتروئن سی۴ دبلیوآرسی   | دنیل النا     |                 |
| ۶۲     | ۱۳۸  | رالی ولز              | سنگ‌ریزه          | ۱۱               | ۰:۳۵٫۳          | [ ۱۳۶ ] [ ۱۳۷ ] | سیتروئن                | سیتروئن سی۴ دبلیوآرسی   | دنیل النا     |                 |
| ۶۳     | ۱۴۰  | ۲۰۱۱                  | رالی مکزیک       | سنگ‌ریزه          | ۹               | ۱:۳۸٫۴          | سیتروئن                | سیتروئن دی‌اس۳ دبلیوآرسی | دنیل النا     | [ ۱۳۸ ] [ ۱۳۹ ] |
| ۶۴     | ۱۴۳  | رالی ایتالیا ساردینیا | سنگ‌ریزه          | ۴                | ۰:۱۱٫۲          | [ ۱۴۰ ] [ ۱۴۱ ] | سیتروئن                | سیتروئن دی‌اس۳ دبلیوآرسی | دنیل النا     |                 |
| ۶۵     | ۱۴۴  | رالی آرژانتین         | سنگ‌ریزه          | ۸                | ۰:۰۲٫۴          | [ ۱۴۲ ] [ ۱۴۳ ] | سیتروئن                | سیتروئن دی‌اس۳ دبلیوآرسی | دنیل النا     |                 |
| ۶۶     | ۱۴۶  | رالی فنلاند           | سنگ‌ریزه          | ۵                | ۰:۰۸٫۱          | [ ۱۴۴ ] [ ۱۴۵ ] | سیتروئن                | سیتروئن دی‌اس۳ دبلیوآرسی | دنیل النا     |                 |
| ۶۷     | ۱۵۰  | رالی کاتالونیا        | آسفالت و سنگ‌ریزه | ۵                | ۲:۰۶٫۹          | [ ۱۴۶ ] [ ۱۴۷ ] | سیتروئن                | سیتروئن دی‌اس۳ دبلیوآرسی | دنیل النا     |                 |
| ۶۸     | ۱۵۲  | ۲۰۱۲                  | رالی مونت کارلو  | آسفالت و برف     | ۹               | ۲:۴۵٫۵          | سیتروئن                | سیتروئن دی‌اس۳ دبلیوآرسی | دنیل النا     | [ ۱۴۸ ] [ ۱۴۹ ] |
| ۶۹     | ۱۵۴  | رالی مکزیک            | سنگ‌ریزه          | ۷                | ۰:۴۲٫۴          | [ ۱۵۰ ] [ ۱۵۱ ] | سیتروئن                | سیتروئن دی‌اس۳ دبلیوآرسی | دنیل النا     |                 |
| ۷۰     | ۱۵۶  | رالی آرژانتین         | سنگ‌ریزه          | ۴                | ۰:۱۵٫۲          | [ ۱۵۲ ] [ ۱۵۳ ] | سیتروئن                | سیتروئن دی‌اس۳ دبلیوآرسی | دنیل النا     |                 |
| ۷۱     | ۱۵۷  | رالی آکروپولیس        | سنگ‌ریزه          | ۶                | ۰:۴۰٫۰          | [ ۱۵۴ ] [ ۱۵۵ ] | سیتروئن                | سیتروئن دی‌اس۳ دبلیوآرسی | دنیل النا     |                 |
| ۷۲     | ۱۵۸  | رالی نیوزیلند         | سنگ‌ریزه          | ۷                | ۰:۲۹٫۶          | [ ۱۵۶ ] [ ۱۵۷ ] | سیتروئن                | سیتروئن دی‌اس۳ دبلیوآرسی | دنیل النا     |                 |
| ۷۳     | ۱۵۹  | رالی فنلاند           | سنگ‌ریزه          | ۹                | ۰:۰۶٫۱          | [ ۱۵۸ ] [ ۱۵۹ ] | سیتروئن                | سیتروئن دی‌اس۳ دبلیوآرسی | دنیل النا     |                 |
| ۷۴     | ۱۶۰  | رالی آلمان            | آسفالت           | ۹                | ۲:۰۰٫۰          | [ ۱۶۰ ] [ ۱۶۱ ] | سیتروئن                | سیتروئن دی‌اس۳ دبلیوآرسی | دنیل النا     |                 |
| ۷۵     | ۱۶۲  | رالی فرانسه–آلزاس     | آسفالت           | ۸                | ۰:۱۵٫۵          | [ ۱۶۲ ] [ ۱۶۳ ] | سیتروئن                | سیتروئن دی‌اس۳ دبلیوآرسی | دنیل النا     |                 |
| ۷۶     | ۱۶۴  | رالی کاتالونیا        | آسفالت و سنگ‌ریزه | ۴                | ۰:۰۷٫۰          | [ ۱۶۴ ] [ ۱۶۵ ] | سیتروئن                | سیتروئن دی‌اس۳ دبلیوآرسی | دنیل النا     |                 |
| ۷۷     | ۱۶۵  | ۲۰۱۳                  | رالی مونت کارلو  | آسفالت و برف     | ۸               | ۱:۳۹٫۹          | سیتروئن                | سیتروئن دی‌اس۳ دبلیوآرسی | دنیل النا     | [ ۱۶۶ ] [ ۱۶۷ ] |
| ۷۸     | ۱۶۷  | رالی آرژانتین         | سنگ‌ریزه          | ۲                | ۰:۵۵٫۰          | [ ۱۶۸ ] [ ۱۶۹ ] | سیتروئن                | سیتروئن دی‌اس۳ دبلیوآرسی | دنیل النا     |                 |
| ۷۹     | ۱۷۲  | ۲۰۱۸                  | رالی کاتالونیا   | آسفالت و سنگ‌ریزه | ۳               | ۰:۰۲٫۹          | سیتروئن                | سیتروئن سی۳ دبلیوآرسی   | دنیل النا     | [ ۱۷۰ ] [ ۱۷۱ ] |
| ۸۰     | ۱۸۱  | ۲۰۲۲                  | رالی مونت کارلو  | آسفالت و برف     | ۶               | ۰:۱۰٫۵          | ام‌اسپرت فورد دبلیوآرتی | فورد پوما رالی۱         | ایزابل گالمیش | [ ۱۷۲ ] [ ۱۷۳ ] |

### تعداد پیروزی در رالی‌های مختلف
| شماره.  | رالی                  | سال (های) پیروزی                                     | پیروزی‌ها | تصویر |
| ------- | --------------------- | ---------------------------------------------------- | -------- | ----- |
| ۱       | رالی کاتالونیا        | ۲۰۰۵, ۲۰۰۶, ۲۰۰۷, ۲۰۰۸, ۲۰۰۹, ۲۰۱۰, ۲۰۱۱, ۲۰۱۲, ۲۰۱۸ | ۹        |       |
| ۲       | رالی آلمان            | ۲۰۰۲, ۲۰۰۳, ۲۰۰۴, ۲۰۰۵, ۲۰۰۶, ۲۰۰۷, ۲۰۰۸, ۲۰۱۰, ۲۰۱۲ | ۹        |       |
| ۳       | رالی آرژانتین         | ۲۰۰۵, ۲۰۰۶, ۲۰۰۷, ۲۰۰۸, ۲۰۰۹, ۲۰۱۱, ۲۰۱۲, ۲۰۱۳       | ۸        |       |
| ۴       | رالی مونت کارلو       | ۲۰۰۳, ۲۰۰۴, ۲۰۰۵, ۲۰۰۷, ۲۰۰۸, ۲۰۱۲, ۲۰۱۳, ۲۰۲۲       | ۸        |       |
| ۵       | رالی مکزیک            | ۲۰۰۶, ۲۰۰۷, ۲۰۰۸, ۲۰۱۰, ۲۰۱۱, ۲۰۱۲                   | ۶        |       |
| ۶       | رالی قبرس             | ۲۰۰۴, ۲۰۰۵, ۲۰۰۶, ۲۰۰۹                               | ۴        |       |
| ۷       | رالی ایتالیا ساردینیا | ۲۰۰۵, ۲۰۰۶, ۲۰۰۸, ۲۰۱۱                               | ۴        |       |
| ۸       | تور دو کورس           | ۲۰۰۵, ۲۰۰۶, ۲۰۰۷, ۲۰۰۸                               | ۴        |       |
| ۹       | رالی آکروپولیس        | ۲۰۰۵, ۲۰۰۸, ۲۰۱۲                                     | ۳        |       |
| ۱۰      | رالی فنلاند           | ۲۰۰۸, ۲۰۱۱, ۲۰۱۲                                     | ۳        |       |
| ۱۱      | رالی نیوزیلند         | ۲۰۰۵, ۲۰۰۸, ۲۰۱۲                                     | ۳        |       |
| ۱۲      | رالی ترکیه            | ۲۰۰۴, ۲۰۰۵, ۲۰۱۰                                     | ۳        |       |
| ۱۳      | رالی ولز              | ۲۰۰۸, ۲۰۰۹, ۲۰۱۰                                     | ۳        |       |
| ۱۴      | رالی ایرلند           | ۲۰۰۷, ۲۰۰۹                                           | ۲        |       |
| ۱۵      | رالی پرتغال           | ۲۰۰۷, ۲۰۰۹                                           | ۲        |       |
| ۱۶      | رالی فرانس–آلزاس      | ۲۰۱۰, ۲۰۱۲                                           | ۲        |       |
| ۱۷      | رالی اردن             | ۲۰۱۰                                                 | ۱        |       |
| ۱۸      | رالی استرالیا         | ۲۰۰۴                                                 | ۱        |       |
| ۱۹      | رالی بلغارستان        | ۲۰۱۰                                                 | ۱        |       |
| ۲۰      | رالی ژاپن             | ۲۰۰۶                                                 | ۱        |       |
| ۲۱      | رالی نروژ             | ۲۰۰۹                                                 | ۱        |       |
| ۲۲      | رالی سوئد             | ۲۰۰۴                                                 | ۱        |       |
| ۲۳      | رالی سانرمو           | ۲۰۰۳                                                 | ۱        |       |
| Source: |                       |                                                      |          |       |